# Kanefer

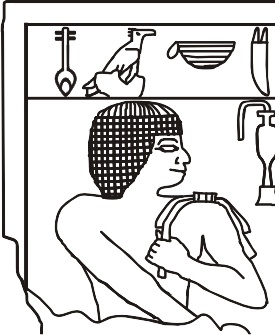
Representació del faraó Kanefer.

Kanefer (El seu Ka és bell) va ser un príncep egipci de la IV Dinastia o de principis de la V, durant el Regne Antic.
Segons Rainer Stadelmann i Michael Haase, Kanefer podria haver estat un fill del rei Snefru. La seva suposició es basa en els trets arquitectònics de la tomba de Kanefer, que eren bastant típics per al començament de la IV dinastia.
Gairebé no se sap res de la seva família. El nom de la seva dona no es pot llegir a causa de danys a l'estela de la seva tomba, tot i que se'n conserven dos dels seus títolsː "Membre Femení de l'Elit" i "Sacerdotessa d'Hathor". Kanefer va tenir alguns fills amb aquesta dona: Kawab, Kanefer II i Meresankh.
Kanefer va ocupar el càrrec de visir. Duia els títols de "Fill del Rei", "Membre de l'Elit", "General de l'Exèrcit", "Supervisor de les Comissions" i "Líder dels Arquers Reials".
Kanefer va ser enterrat a la mastaba DAM 15 (mastaba 28) de Dahshur, a 1.5 km de la piràmide roja. A la seva tomba s'hi van trobar fragments molt malmesos d’una estela de la porta. La mastaba va ser descoberta per J. de Morgan, amida aproximadament 40 x 22 metres, està construïda amb toves i és una de les més grans de l'uadi